# En vacances (film)
Pour plus de détails, voir Fiche technique et Distribution.
En vacances est un film franco-belgo-suisse réalisé par Yves Hanchar et sorti en 2000.

## Fiche technique
- Titre : En vacances
- Réalisation : Yves Hanchar
- Scénario :  Jacky Cukier et Yves Hanchar
- Photographie : Virginie Saint-Martin
- Décors : Javier Po
- Son : Thierry Morlaas-Lurbe
- Musique : Jerry Devilliers
- Montage : Glenn Berman
- Production : EMG Productions - Favourite Films - Les Films de l'Etang - Les Films des Tournelles - Radio Télévision Belge Francophone (RTBF)
- Pays d'origine :  France -  Belgique -  Suisse
- Durée : 105 minutes
- Date de sortie : France - 7 juin 2000

## Distribution
- Julie Chesneau
- Valérie Dablemont
- Didier De Neck
- Floriane Devigne
- Luigi Diberti
- Florence Giorgetti
- Jérôme Hardelay
- Mélanie Hardelay
- Charlotte Hortus
- Catherine Hosmalin